# Hybrid Theory
Hybrid Theory este albumul de debut al formației rock americane Linkin Park, lansat pe 24 octombrie 2000 de către Warner Bros. Records. Albumul a avut un mare succes, având vânzări de peste 24 milioane de copii în lumea întreagă, din care 10 milioane în Statele Unite unde a primit și o certificare cu discul de diamant și a ocupat locul 2 în topul Billboard 200.
Sunt patru videoclipuri scoase de pe album: "One Step Closer", "Papercut", câștigătorul Grammy Award "Crawling" și "In The End".

## Lista pieselor
| Nr.             | Titlu                 | Autor(i)                              | Lungime |  |
| 1.              | „Papercut”            | Linkin Park                           | 3:04    |  |
| 2.              | „One Step Closer”     | Linkin Park                           | 2:35    |  |
| 3.              | „With You”            | Linkin Park Michael Simpson John King | 3:23    |  |
| 4.              | „Points of Authority” | Linkin Park                           | 3:20    |  |
| 5.              | „Crawling”            | Linkin Park                           | 3:29    |  |
| 6.              | „Runaway”             | Linkin Park Mark Wakefield            | 3:03    |  |
| 7.              | „By Myself”           | Linkin Park                           | 3:09    |  |
| 8.              | „In the End”          | Linkin Park                           | 3:36    |  |
| 9.              | „A Place for My Head” | Linkin Park Wakefield Dave Farrell    | 3:04    |  |
| 10.             | „Forgotten”           | Linkin Park Wakefield Farrell         | 3:14    |  |
| 11.             | „Cure for the Itch”   | Linkin Park                           | 2:37    |  |
| 12.             | „Pushing Me Away”     | Linkin Park                           | 3:11    |  |
| Lungime totală: | Lungime totală:       | Lungime totală:                       | 37:45   |  |

| Japanese version bonus tracks |                           |              |         |  |
| Nr.                           | Titlu                     | Autor(i)     | Lungime |  |
| 13.                           | „My December”             | Mike Shinoda | 4:20    |  |
| 14.                           | „High Voltage”            | Linkin Park  | 3:45    |  |
| 15.                           | „One Step Closer” (video) | Linkin Park  | 2:55    |  |

| iTunes bonus tracks |                                    |             |         |  |
| Nr.                 | Titlu                              | Autor(i)    | Lungime |  |
| 13.                 | „My December”                      | Shinoda     | 4:22    |  |
| 14.                 | „High Voltage”                     | Linkin Park | 3:47    |  |
| 15.                 | „Papercut” (Recorded live at BBC1) | Linkin Park | 3:09    |  |

| 2013 iTunes Store deluxe edition bonus tracks |                                              |             |         |  |
| Nr.                                           | Titlu                                        | Autor(i)    | Lungime |  |
| 13.                                           | „High Voltage” (Live)                        | Linkin Park | 3:38    |  |
| 14.                                           | „My December”                                | Shinoda     | 4:19    |  |
| 15.                                           | „Points of Authority” (Crystal Method Remix) | Linkin Park | 4:56    |  |
| 16.                                           | „Papercut” (Live at Milton Keynes)           | Linkin Park | 3:50    |  |

| Special edition bonus disc |                                                         |                               |         |  |
| Nr.                        | Titlu                                                   | Autor(i)                      | Lungime |  |
| 1.                         | „Papercut” (Live at Docklands Arena, London)            | Linkin Park                   | 3:13    |  |
| 2.                         | „Points of Authority” (Live at Docklands Arena, London) | Linkin Park                   | 3:30    |  |
| 3.                         | „A Place for My Head” (Live at Docklands Arena, London) | Linkin Park Wakefield Farrell | 3:11    |  |
| 4.                         | „My December”                                           | Shinoda                       | 4:20    |  |
| 5.                         | „High Voltage”                                          | Linkin Park                   | 3:45    |  |

| 2013 Vinyl reissue bonus vinyl |                   |             |         |  |
| Nr.                            | Titlu             | Autor(i)    | Lungime |  |
| 1.                             | „One Step Closer” | Linkin Park | 2:39    |  |
| 2.                             | „My December”     | Shinoda     | 4:21    |  |

| Hybrid Theory – Live at Download Festival 2014 |                       |                               |         |  |
| Nr.                                            | Titlu                 | Autor(i)                      | Lungime |  |
| 1.                                             | „Papercut”            | Linkin Park                   | 3:13    |  |
| 2.                                             | „One Step Closer”     | Linkin Park                   | 3:13    |  |
| 3.                                             | „With You”            | Linkin Park Simpson King      | 3:34    |  |
| 4.                                             | „Points of Authority” | Linkin Park                   | 5:00    |  |
| 5.                                             | „Crawling”            | Linkin Park                   | 3:29    |  |
| 6.                                             | „Runaway”             | Linkin Park Wakefield         | 3:16    |  |
| 7.                                             | „By Myself”           | Linkin Park                   | 3:24    |  |
| 8.                                             | „In the End”          | Linkin Park                   | 3:40    |  |
| 9.                                             | „A Place for My Head” | Linkin Park Wakefield Farrell | 3:44    |  |
| 10.                                            | „Forgotten”           | Linkin Park Wakefield Farrell | 3:26    |  |
| 11.                                            | „Cure for the Itch”   | Linkin Park                   | 2:50    |  |
| 12.                                            | „Pushing Me Away”     | Linkin Park                   | 3:29    |  |

### Single-uri
| An   | Cântec            | Poziții de top | Poziții de top | Poziții de top | Poziții de top | Poziții de top | Poziții de top | Poziții de top | Poziții de top | Poziții de top |
| An   | Cântec            | US             | US Mod.        | US Main.       | UK             | SWE            | NZ             | AUT            | FRA            | NLD            |
| ---- | ----------------- | -------------- | -------------- | -------------- | -------------- | -------------- | -------------- | -------------- | -------------- | -------------- |
| 2000 | "One Step Closer" | 75             | 5              | 4              | 24             | 46             | –              | 38             | –              | 57             |
| 2001 | "Crawling"        | 79             | 5              | 3              | 16             | 27             | 37             | 8              | –              | 45             |
| 2001 | "Papercut"        | –              | 32             | –              | 14             | –              | –              | 43             | –              | 39             |
| 2001 | "In the End"      | 2              | 1              | 3              | 8              | 3              | 10             | 6              | 40             | 5              |